# SpaceX CRS-13
SpaceX CRS-13, також відома як SpX-13 — місія вантажного космічного корабля до Міжнародної космічної станції, яка була запущена 15 грудня 2017 року та тривала до 13 січня 2018 року. Політ ракети-носія компанії SpaceX проводився в рамках контракту Commercial Resupply Services з компанією НАСА. Він може повторно запущено в космос, використовуючи капсулу, так само, як і CRS-11.
Вперше НАСА повторно використало для польоту перший ступінь ракети-носія Falcon 9 (застосовували під час запуску SpaceX CRS-11 в червні 2017) та капусулу корабля (було використано в 2015 у рамках місії SpaceX CRS-6).

## Історія програми
На початку 2015 року НАСА і компанія SpaceX підписали додаток до контракту на три додаткові місії CRS (від CRS-13 до CRS-15). У доповіді Генерального інспектора НАСА від червня 2016 року ця місія була заявлена на червень 2017 року. Запуск ракети неодноразово переносли: на 13 вересня, 1 листопада, 4 грудня, 12 грудня та 13 грудня.

## Корисний вантаж
Компанія НАСА уклала контракт з компанією SpaceX для проведення місії CRS-13, тому саме НАСА і визначає склад корисного вантажу, дату/час старту, параметри орбіти для спускного апарата Dragon. За даними доповіді Генерального інспектора НАСА від червня 2016 року, для CRS-13 вага корисного вантажу планується таким чином: в герметичному відсіку 2,349 кг і 961 кг — в негерметичному. Як відображено в матеріалах презентацій 2016 року, до вантажу цього рейсу також включені прилади для експериментів ASIM, TSIS і MISSE, а також датчик космічного сміття Space Debris Sensor.

## Запуск та політ
Запуск відбувся 15 грудня 2017 року о 15:35 (UTC) зі стартового комплексу SLC-40, який було відновлено після аварії у вересні 2016 року. Стикування з МКС відбулося 17 грудня 2017 о 13:26 (UTC). Корабель було пристиковано до модуля Гармоні за допомогою крана-маніпулятора Канадарм2..
13 січня CRS-13 за командою із Землі за допомогою крана Канадарм2 о 9:58 (UTC) відстикувався від МКС та о 15:36 (UTC) приводнився у Тихому океані. На Землю він повернув 1850 кг вантажу (результати експериментів, обладнання тощо).